# أنطوان كومباريه

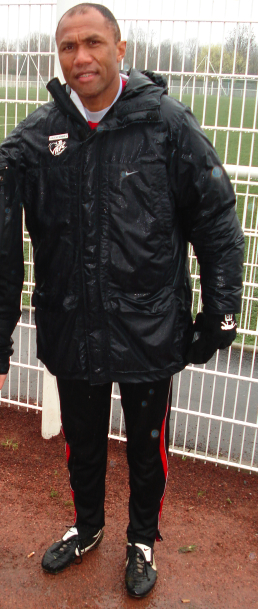
أنطوان كومباريه

أنطوان كومباريه (بالإنجليزية:Antoine Kombouaré)، من مواليد 16 نوفمبر 1963، وهو من مواليد مدينة نوميا في كاليدونيا الجديدة، لعب لنادي باريس سان جيرمان منذ عام 1990 إلى عام 1993 ..

## بدايته الرياضية
بداياته كانت كلاعب في نادي نانت الفرنسي حيث بدأ كمدافع شاب في الفريق وقد جذب أداؤه المميز الكثير من الفرق الفرنسية للظفر باللاعب وفي صيف عام 1990 انتقل للعب في صفوف الفريق الباريسي باريس سان جيرمان. أصبح كومباوري أكثر شهرة كلاعب بعد أن سجل هدف الفوز في الدقائق القاتلة لفريقه باريس سان جيرمان من كرة رأسية في بطولة بكأس أوروبا ضد ريال مدريد في عام 1992-1993 في دور ربع النهائي من البطولة. هذا الهدف أهل باريس سان جيرمان للعب في نصف النهائي بعد أن انتهت المباراة بنتيجة 4-1 في المحصلة النهائية. كان هذا الهدف شبيها للهدف الذي سجله اللاعب في المرحلة السابقة من البطولة ضد اندرلخت البلجيكي حيث سجل اللاعب هدف الحسم لفريقه مما حدى بالجماهير في فرنسا بإطلاق لقب الخوذة الذهبية بسبب شهرته بحسم المباريات بضرباته الرأسية. في عام 1994-1995 تأهل فريق باريس سان جيرمان إلى ربع النهائي ليواجه فريق الأحلام برشلونة يوهان كرويف وانتهت المباراة بفوز غير متوقع للفريق الباريسي بنتيجة 2-1 وقد حمل كومباوري شارة القيادة في المبارة ولكنهم خسروا في نصف النهائي ضد أي سي ميلان. أمضى انطوان 5 سنوات في الفريق البارسي محققا معهم كأس فرنسي مرتان 1993 و1995 والدوري الفرنسي في عام 1995. أصبح اللاعب الأسطورة في ناديه الباريسي بعد أن اشتهر بعادة التسجيل في الدقائق الأخيرة للمباريات. بعد عام 1995 انتقل اللاعب بعد أن شاهد معدل لعبه للكرة يقل في ناديه الفرنسي للعب في نادي اف سي سيون السويسري وبعد سنة انتقل للعب للفريق الأسكتولندي ابريدين وقد لعب معهم 50 مباراة مسجلا 3 أهداف وغادرهم في عام 1998 وانتهت مسيرته كلاعب .

## أنطوان كومباوري مدرب
بدأ كومباوري في عام 1999 بتدريب الفريق الرديف لنادي باريس سان جيرمان ولمدة أربع مواسم كاملة وقد قادهم لتحقيق نتائج إيجابية. وفي عام 2003 أرتبط أسم كومباوري لتدريب الفريق الأول للنادي الباريسي الذي صنع أسمه فيه. لكن قرر الفريق الفرنسي التوقيع مع المدرب وحيد خليلهودزيتش الأمر الذي أجبر كومباوري إلى تغيير خططه. بعد فترة بسيطة أعلن نادي ستراسبورغ تعاقده مع المدرب الذي حل معه في مرتبة جيدة وهي الـ 13 على الدوري مقدما كرة جميلة طوال ذلك الموسم. لكن البداية الضعيفة للفريق في عام 2004-2005 أدت به للأبتعاد عن الفريق وتقديم استقالته. في عام 2005 قدم فالنسيان مدربهم الجديد انطوان كومباوري الذي كان يلعب في دوري الدرجة الثانية. في موسمه الأول أستطاع المدرب أن يصعد بالفريق إلى دوري الدرجة الأولى الذي كان قد هبط للدرجة الثانية منذ عام 1993. في الثلاث المواسم التي تلت هذا الموسم أستطاع المدرب أن يقدم كرة جميلة مع الفريق وأن يصعد بالفريق في كل موسم لمركز أفضل من الذي يسبقه. في عام 06-07 كان في المركز الـ 14 وفي عام 07-08 الـ 13 وفي عام 08-09 أنهى بالمركز الـ 12. هذا الشيء أكد أن المدرب يملك الكثير ويستطيع أن يقدم مستويات جميلة بأقل الإمكانيات الممكنة.
في مايو 2009 قدم فريقه الذي بزغ نجمه فيه باريس سان جيرمان عرضاً للمدرب انطوان كومباوري للالتحاق بالفريق كمدير فني لهم. قبل كومباوري المهمة ووقع عقداً يمتد لـ 3 أعوام خلفاً للفرنسي بول لي جوين مدرب منتخب عمان لكرة القدم حالياً الذي شاركه اللعب في نانت وباريس سان جيرمان. في موسم 2009-2010 لم يقدم الفريق ما كان مأمولاً منه في الدوري حيث أحتل المرتبة الثالثة عشر في منتصف جدول الترتيب. إلا أن الفريق الباريسي أستطاع تحقيق لقب كأس فرنسا حيث هزم نادي موناكو في المباراة النهائية. في الموسم التالي أستطاع أن يقود الفريق لنهائي كأس فرنسا إلا أنه قد هزم في النهائي من نادي ليل. في الدوري الفرنسي من نفس العام كان باريس سان جيرمان من الفرق المنافسة وكان وشيكاً جداً من التأهل لمسابقة دوري أبطال أوروبا لولا أنه خسر مركزه في الأمتار الأخيرة وأحتل المركز الرابع في الدوري. على كل حال الوضع الذي أنتهى به موسم الفريق الباريسي كان مميزاً وفقاً لجميع الكتاب الرياضيين ومشجعي النادي حيث أعاد لهم كومباوري النزعة الهجومية الجميلة الذي لم يعتد عليها الفريق من بعد عام 1996 بقيادة المدرب لويز فيرنانديز. بحلول تاريخ 29 ديسمبر 2011 كان الفريق الباريسي قد خرج من بطولة الدوري الأوروبي وبطولة كأس فرنسا ولكنه كان يحتل الموجز الأول في جدول الدوري وكان بطل الشتاء في الدوري الفرنسي لذلك العام مما حدى بالنادي لإقالته وأستبداله بالمدرب الإيطالي المخضرم كارلو أنشيلوتي. إلا أن الأخير لم يستطع أن يكمل الانطلاقة التي كان قد بدأها النادي الفرنسي مع كومباوري وإنتهى الحال بالفريق الباريسي كوصيف للدوري خلف نادي مونبلييه خاض تجربة تدريبية في الخليج عام 2012 - 2013 عندما درب نادي الهلال السعودي.

## إنجازات أنطوان كومباوري
أولا كلاعب :
1- باريس سان جيرمان ( وصيف الدوري الفرنسي 1993 - بطل الدوري الفرنسي 1994 - كأس فرنسا 1993 و 1995 - بطل كأس الرابطة الفرنسية 1995 )
2- اف سي سيون ( بطل كأس سويسرا 1995 )
ثانيا كمدرب :
1- فالنسيان ( بطل دوري الدرجة الثانية الفرنسي 2006 )
1. باريس سان جيرمان ( بطل كأس فرنسا 2010 - وصيف كأس فرنسا 2011 )

## وصلات خارجية
- أنطوان كومباريه على موقع قاعدة بيانات كرة القدم.إي يو (الإنجليزية)
- أنطوان كومباريه على موقع ليكيب (الفرنسية)
- أنطوان كومباريه على موقع Soccerbase.com (مدرب) (الإنجليزية)
- أنطوان كومباريه على موقع عالم كرة القدم.نت (الإنجليزية)

- Antoine Kombouaré Profile Paris Saint-Germain
- Playerhistory.com